# Makron (Vasenmaler)

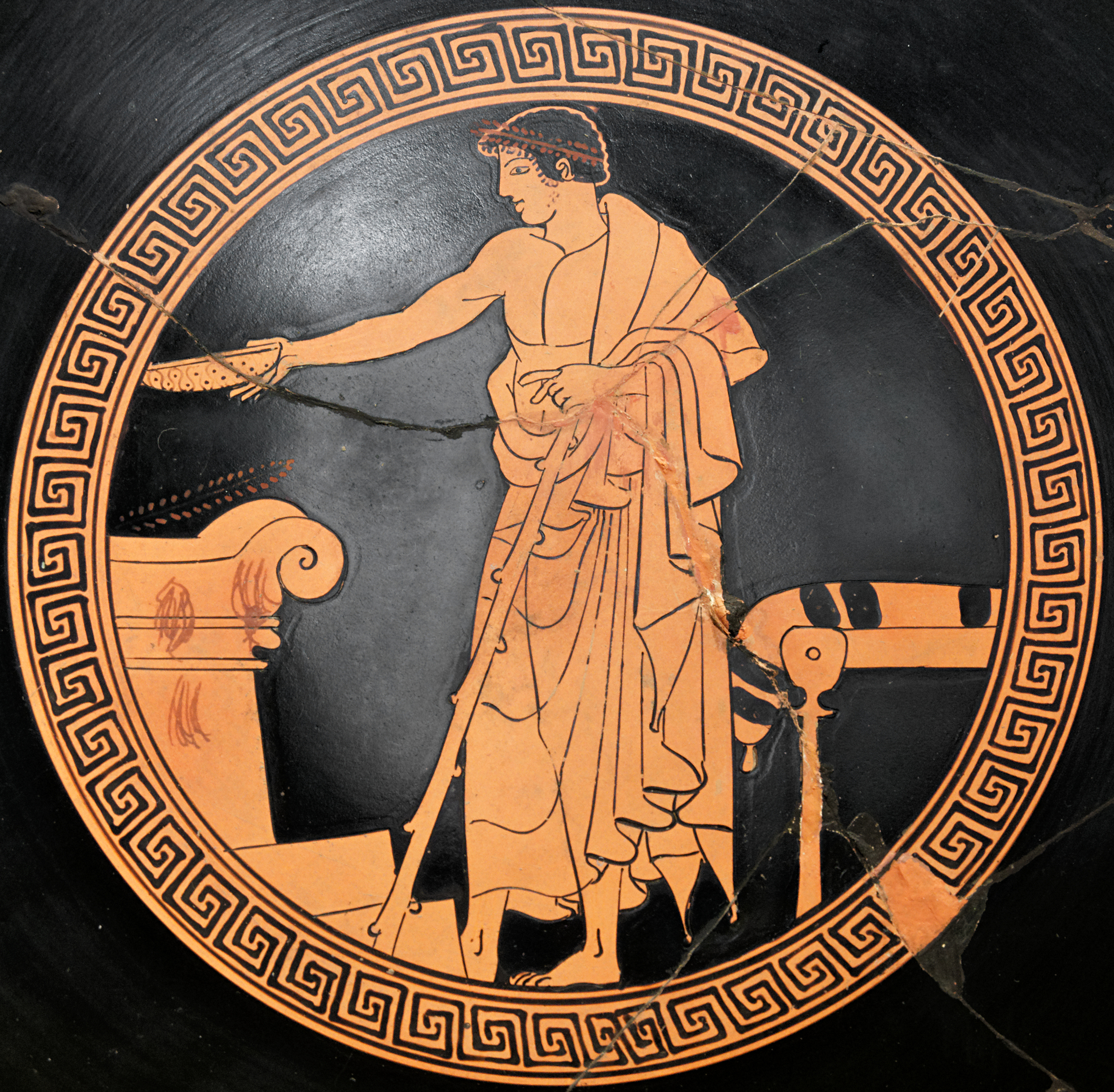
Louvre G 149: Schale: Jüngling mit Phiale am Altar

Makron (altgriechisch Μάκρων) war ein griechischer Vasenmaler des rotfigurigen Stils, der von ca. 500 bis 470 v. Chr. in Athen tätig war. Er arbeitete eng mit dem Töpfer Hieron zusammen, fast alle von diesem signierte Gefäße sind von Makron bemalt. John D. Beazley schrieb ihm 339 Werke zu, von denen 330 Schalen sind. Norbert Kunisch konnte in seiner monographischen Studie zu dem Künstler die Zahl seiner Werke noch weit vermehren.
Er bemalte Gefäße in großer Menge und bediente den Massenmarkt. Trotz dieser umfangreichen Produktion hat er sich in seinen Bildern und Motiven nie einfach wiederholt. Immer wieder gelang es ihm, neue Bewegungsformen und Verhältnisse zu entwickeln, so dass seine Schöpferkraft nicht unter der eintönigen Arbeitsroutine litt. Seine bevorzugten Themen waren Darstellungen des Komos und des Symposions, Liebesszenen, Szenen mit Knaben und Athleten. Daneben widmet er sich, wenn auch nur selten, dem dionysischen Thiaos und noch seltener Mythen.
Seine frühen Werke zeichnen sich durch flächenfüllende Kompositionen mit zahlreichen, sich überschneidenden Figuren aus. Mit seiner Weiterentwicklung fand er aber bald Freude an weniger umfangreichen Figurenensemblen. Er konzentrierte sich mehr auf die Darstellungen einzelner großer Figuren und deren Beziehungen zueinander. Bei den Außen- und Nebenbildern hielt er sich strenger an vorgegebene Formen, die aber durch ihre sich nicht wiederholenden Elemente niemals langweilig wirken.
Er arbeitete viel für den Export nach Etrurien, aber auch für den griechischen Markt.

## Werke (Auswahl)
- Baltimore, Johns Hopkins University Museum
Schale AIA B10
- Basel, Antikenmuseum und Sammlung Ludwig
Schale Kä 410
- Berlin, Antikensammlung
Schale F 2290 • Schale F 2291 • Schale F 2292 • Schale F 2301 • Fragment einer Schale 3728
- Boston, Museum of Fine Arts
Schale 01.8022 • Schale 01.8072 • Schale 03.856 • Schale 08.293 • Schale 13.67 • Skyphos 13.186 • Schale 89.293
- Bowdoin, Bowdoin College Museum of Art
Askos 1923.30
- Bremen, Antikenmuseum im Schnoor
Kylix
- Brüssel, Musées Royaux d’Art et d’Histoire
Schale R 247
- Bryn Mawr, Bryn Mawr College
Fragment einer Schale P 193
- Cambridge, Harvard University Art Museums
Schale 1972.41
- Frankfurt am Main, Museum für Vor- und Frühgeschichte
Fragment einer Schale VF b 404
- Gotha, Schlossmuseum
Schale 49
- London, The British Museum
Skyphos E 140
- Madrid, Museo Arqueológico Nacional
Schale 11268
- Malibu, J. Paul Getty Museum
Schale 86.AE.292
- München, Antikensammlungen
Schale 2617 • Schale 2643 • Schale 2644 • Schale 2654 • Schale 2655 • Schale 2657
- New York, Metropolitan Museum of Art
Schale 06.152 • Schale 12.231.1 • Schale 20.246
- Orvieto, Museo Faina
Schale 36
- Oxford, Mississippi, University of Mississippi
Schale 1977.3.105
- Paris, Musée National du Louvre
Fragment einer Schale C 10918 • Schale G 141 • Schale G 142 • Schale G 143 • Schale G 145 • Skyphos G 146 • Schale G 149 • Schale MNE 961
- Philadelphia, University Museum
Schale MS 2515
- Providence, Rhode Island School of Design
Askos 25.074
- Rom, Museo Nazionale di Villa Giulia
Schale 50396
- Sankt Petersburg, Eremitage
Schale 649
- Toledo (Ohio), Toledo Museum of Art
Schale 1972.55
- Wien, Kunsthistorisches Museum
Schale 3698
- Würzburg, Martin-von-Wagner-Museum
Schale L 480 • Schale L 481